# April in Paris
Abril en París es una película musical de 1952 protagonizada por Doris Day y Ray Bolger. Está dirigida por David Butler.

## Sinopsis
Winthrop Putnam es un peculiar funcionario del Departamento de Estado de USA que envía una invitación a Ethel Barrymore para representar al teatro americano en una exposición en París. En cambio, la invitación es recibida y aceptado por Ethel "Dinamita" Jackson, una polifacética chica de coro de Broadway. Ethel y Winthrop se conocen en el barco durante la travesía a París y se enamoran. Aun así, Winthrop está comprometido con Marcia Sherman, hija de su jefe Robert Sherman. Después de un malentendido, Winthrop y Ethel finalmente acaban juntos.

## Canciones
- "April in Paris" - Yip Harburg
  - This song was first a hit in 1932, composed by Vernon Duke and written by Harburg.
- "It Must Be Good" - Doris Day
- "I'm Gonna Ring the Bell Tonight" - Doris Day (es el número musical más recordado del film en el que los protagonistas hacen bailar a los camareros en la cocina del barco).
- "That's What Makes Paris Paree" - Doris Day
- "I'm Going to Rock the Boat" - Doris Day
- "Give Me Your Lips" - Claude Dauphin
- "I Ask You" - Doris Day and Ray Bolger
- "The Place You Hold in My Heart" - Doris Day and Ray Bolger
- "I Know a Place" - Doris Day and Ray Bolger
- "Auprès de ma blonde" - Doris Day and Claude Dauphin

## Reparto
| Actor           | Carácter                    |
| --------------- | --------------------------- |
| Doris Day       | Ethel S. "Dinamita" Jackson |
| Ray Bolger      | S. Winthrop Putnam          |
| Claude Dauphin  | Philippe Fouquet            |
| Eve Miller      | Marcia Sherman              |
| George Givot    | François                    |
| Paul Harvey     | Secretario Robert Sherman   |
| Herbert Farjeon | Joshua Stevens              |
| Wilson Millar   | Sinclair Wilson             |
| Joseph Welmar   | Raymond Largay              |
| John Alvin      | Tracy                       |
| Jack Lomas      | Taxista                     |